# Jacobaea sandrasica
Jacobaea sandrasica là một loài thực vật có hoa trong họ Cúc. Loài này được (P.H.Davis) B.Nord. & Greuter mô tả khoa học đầu tiên năm 2006.